# Snöttuberget
Snöttuberget är ett naturreservat kring berget med samma namn i Vansbro kommun i Dalarnas län.
Området är naturskyddat sedan 1996 och är 40 hektar stort. Reservatet omfattar ett område som var med om en skogsbrand 1914 och besår av lövskog (är en lövbränna).